# Lipophrys bauchotae
Lipophrys bauchotae és una espècie de peix de la família dels blènnids i de l'ordre dels perciformes.

## Morfologia
- Els mascles poden assolir 4,4 cm de longitud total.[4][5]

## Reproducció
És ovípar.

## Hàbitat
És un peix marí de clima tropical.

## Distribució geogràfica
Es troba al Camerun i Fernando Poo.